# Татев (община)
Татев — община в Сюникской области. В него входят сёла: Татев, Шинуайр, Аржис, Хот, Алидзор, Сваранц, Тандзатап и Кашуни. Община была создана 24 ноября 2015 г. на основании принятого Национальным Собранием РА законопроекта о укрупнении общины. Центр — село Шинуайр.

## Местное самоуправление
Первые местные выборы состоялись 14 февраля 2016 г.
Вторые выборы в муниципальный совет были проведены на пропорциональной основе 17 октября 2021 г. В выборах приняли участие партия «Страна жизни», Националистическая партия «Блок Шант» и партия «Гражданский договор». В результате партия «Страна жизни» получила 2 мандата в Совете старейшин, партия «Блок Шант» — 6 мандатов, партия «Гражданский договор» — 7 мандатов. На первом заседании Совета старейшин 15 ноября мэром был избран Самвел Лалаян от партии «Блок Шант» .

## Население
Община Татев была создана из объединения сёл Татев, Шинуайр, Аржис, Хот, Алидзор, Сваранц, Тандзатап и Кашуни. Население общины составляет 6107 человек. Самое многочисленное население — село Шинуайр (2598 человек), наименьшее — Кашуни (15 человек).